# Eurysternus inca
Eurysternus inca là một loài bọ cánh cứng trong họ Bọ hung (Scarabaeidae).